# Fly on the Wall (vídeo)
Fly on the Wall é um vídeo do AC/DC, lançado em 1985. Tem o mesmo nome do décimo álbum de estúdio da banda. Consiste de um videoclipe musical de cinco das canções do álbum Fly on the Wall, uma após a outra. As cenas envolvem o AC/DC tocando em um bar, enquanto vários personagens interagem com uma mosca de animação, semelhante àquela da capa do álbum.

## Faixas
1. Fly on the Wall
2. Danger
3. Sink the Pink
4. Stand Up
5. Shake Your Foundations

## Formação
- Brian Johnson - vocal
- Angus Young - guitarra solo
- Malcolm Young - guitarra rítmica, vocal de apoio
- Cliff Williams - baixo, vocal de apoio
- Simon Wright - bateria, percussão